# 熊山街道
熊山街道是中国福建省南平市政和县下辖的一个街道。

## 历史沿革
熊山街道原名熊山镇。2006年，更名为熊山街道。

## 行政区划
熊山街道共辖6个社区、3个行政村，分别是：
东门社区、南门社区、西门社区、北门社区、元峰庄社区、新南庄社区、解放村、胜利村、官湖村。 